# AnyDecentMusic?
AnyDecentMusic? est un site Web de langue anglaise qui collecte les notes attribuées aux albums de musique.

## Histoire
AnyDecentMusic? voit le jour en 2009 par le biais de Ally Palmer et Terry Watson, tous deux directeurs de PalmerWatson. 